# Hermann Schneider (Philosoph)
Hermann Louis Heinrich Schneider (* 29. April 1874 in Pforzheim; † 26. Oktober 1953 in Delmenhorst) war ein deutscher Psychiater, Philosoph und Pädagoge. Er lehrte als Professor an der Universität Leipzig.

## Leben
Schneiders Vater war Großkaufmann, Hermann Schneider daher vermögend. Er wuchs in Alexandrien in Ägypten auf, wo er die Deutsche Schule besuchte. Von 1883 bis 1892 besuchte er das Gymnasium in Pforzheim. Er studierte Medizin an den Universitäten Heidelberg und München und erlangte im Sommer 1897 die Approbation. Anfang 1898 wurde Schneider bei Vincenz Czerny zum Dr. med. promoviert. Bis Oktober 1898 bildete er sich in London und Paris weiter. Bis November 1901 war er Assistent an der Psychiatrischen Klinik in Heidelberg, am Pharmakologischen Institut in Marburg, an den Nervenkliniken der Charité sowie bei Emanuel Mendel in Berlin. In seiner Assistenzzeit unternahm er nach eigenen Angaben „psychiatrische, psychologische und physiologische Studien“. 1901 ließ er sich als Spezialist für Nerven- und Geisteskrankheiten in Freiburg im Breisgau nieder. Zu dieser Zeit hörte er auch Vorlesungen in Philosophie bei Heinrich Rickert an der Universität Freiburg. Im März 1903 gab er die Arztpraxis auf und begab sich nach Leipzig, wo er Vorlesungen und Seminare u. a. bei Max Heinze, Wilhelm Wundt, Karl Lamprecht und Albert Köster besuchte. Im April 1904 wurde Schneider mit der Dissertation Die Stellung Gassendis zu Deskartes zum Dr. phil. promoviert. Die „äußere Veranlassung“ war die „Ausschreibung des Krugschen Preisstipendiums für 1903 durch die Philosophische Fakultät der Universität Leipzig“.
Bereits 1905 wurde er in Leipzig für Philosophie habilitiert; der Titel der Habilitationsschrift lautete Das kausale Denken in deutschen Quellen zur Geschichte und Literatur des 10., 11. und 12. Jahrhunderts. Hans Volkelt hatte diese Studie kritisiert als eine „mit philosophischem Geist unternommene geschichtswissenschaftliche Arbeit“. Die Probevorlesung als Privatdozent fand unter dem Titel Goethes naturphilosophische Leitgedanken statt. 1911 wurde Hermann Schneider nichtbeamteter außerordentlicher Professor für Philosophie in Leipzig (Antrittsvorlesung: Jesus als Philosoph). 1922 wurde ihm vom Sächsischen Ministerium außerdem die Lehrbefugnis für Geschichtsphilosophie erteilt. 1923 wurde er beamteter außerordentlicher Professor für Philosophie und Pädagogik. Die Berufung erfolgte unter Einfluss sozialdemokratischer Protektion am 25. August 1923, obwohl die Fakultät dessen Inkompetenz für pädagogische Fragen hervorgehoben hatte. 1939 wurde er emeritiert, sein Extraordinariat fiel ersatzlos weg.
Fast zwei Jahrzehnte, von 1912 bis 1931, arbeitete er an seinem Hauptwerk Die Kulturleistungen der Menschheit. Wie in anderen Werken ist sein thematischer Schwerpunkt der Darstellung der jeweiligen Beiträge einzelner Völker zur Kultur der Menschheit erkennbar.

## Politische Position
Schneider ist den „liberalen“ Philosophen zuzurechnen; er wendet sich aber gegen den Kapitalismus und ein „westlich-liberale[s] System der Selbstsucht“. Tilitzki spricht von „anti-christlicher, anti-bürgerlicher und einer heftigen anti-monarchistischen, gegen Wilhelm II. gerichteten Grundhaltung“. Schneider stand zunächst der SPD nahe, hielt „den Kapitalismus für das Grundübel“ und warf „den Angelsachsen“ vor, „sie hätten in ihrem enthemmten Materialismus den ‚Juden überjudet‘“. Die Novemberrevolution von 1918 habe mit dem bürgerlichen Klassenstaat „längst bruchreif[es]“ umgestoßen; er hoffte auf einen „Sozialismus ohne Marxismus“. Karl Marx galt ihm als Schüler Fichtes, der „geschlossene Handelsstaat“ als Produkt des Marxismus.
Schneider postulierte, dass die kulturellen Hochleistungen gerade nicht auf „Rassenreinheit“, sondern auf „Durchmischung“ beruhen. Kurz vor der Machtergreifung der Nationalsozialisten äußerte er damit eine Auffassung, die im Gegensatz zur Rassentheorie stand. Tilitzki schreibt ihm zu, dem „Antisemitismus“ widerstanden zu haben, aber „keineswegs philosemitisch“ gewesen zu sein. Seiner Kulturgeschichte der Juden und Babylonier von 1910 fügt Schneider ein Nachwort zum modernen Judentum bei, das ambivalente Wertungen gibt: Juden seien als „Individualatomisten“ „parasitäre Nutznießer der bürgerlich-demokratischen Sozialform, des Kapitalismus und Kosmopolitismus“ – aber das „moderne Judentum“ wegen der „Immunität gegen die christlichen Kirchen“ auch „Bundesgenosse des Fortschritts“. Hermann Schneider bestritt mit seinem Satz, dass neue Kulturleistungen möglich bleiben, wenn es zu neuen Völkermischungen kommt, die Formulierungen Oswald Spenglers. Auch wenn Schneider damit im Widerspruch zur NS-Propaganda stand, so finden sich doch in seinen Schriften (insbes. in Erziehung zum Deutschsein) antisemitische Anschauungen und die Forderung nach Aufgabe der kulturellen Identität der Juden.
Schneider war ab Anfang 1933 Mitglied der NSDAP und trat zusätzlich dem NSLB bei. Er unterzeichnete das Bekenntnis der deutschen Professoren zu Adolf Hitler.

## Schriften (Auswahl)
- Über Stillung von Leber- und Nierenblutungen durch Dampf und heiße Luft. Laupp, Tübingen 1898, urn:nbn:de:bvb:355-ubr10481-8 (med. Dissertation, Universität Heidelberg, 1898; erschienen in: Beiträge zur klinischen Chirurgie. Bd. 21, H. 3, S. 805 ff.).
- Die Stellung Gassendis zu Deskartes. Waisenhaus, Halle a. S. 1904 (phil. Dissertation, Universität Leipzig, 1904).
- Das kausale Denken in deutschen Quellen zur Geschichte und Literatur des 10., 11. und 12. Jahrhunderts. Gotha 1905.
- Kultur und Denken der Alten Ägypter. Leipzig 1907.
- Kultur und Denken der Babylonier und Juden. Leipzig 1910.
- Religion und Philosophie. Ihr Wesen und ihre Aufgaben in der Gegenwart. Leipzig 1912; 2. Auflage 1924.
- Metaphysik als exakte Wissenschaft. 3 Hefte. Leipzig 1919–1920.
- Philosophie der Geschichte. Band I: Geschichte der Geschichtswissenschaft. Breslau 1923.
- Philosophie der Geschichte. Band II: Logik und Gesetze der Geschichte. Breslau 1923.
- Zur Reform des Privatdozentenwesens. In: Akademische Nachrichten. Band 5/7, 1923–24, S. 40–42.
- Erziehung zum Deutschsein. Breslau 1925.
- Das Gesetz des Übergangs geistiger Leistungen in die Massen. In: Japanisch-Deutsche Zeitschrift für Wissenschaft und Technik. Band 3, 1925, S. 14–26.
- Die Kulturleistungen der Menschheit. 2 Bände. Leipzig 1927/1931.
- Grundwissenschaft. Die nicht-psychologische Wissenschaft von der Wissenschaft. Kiel 1957.